# BLUE HOUSE

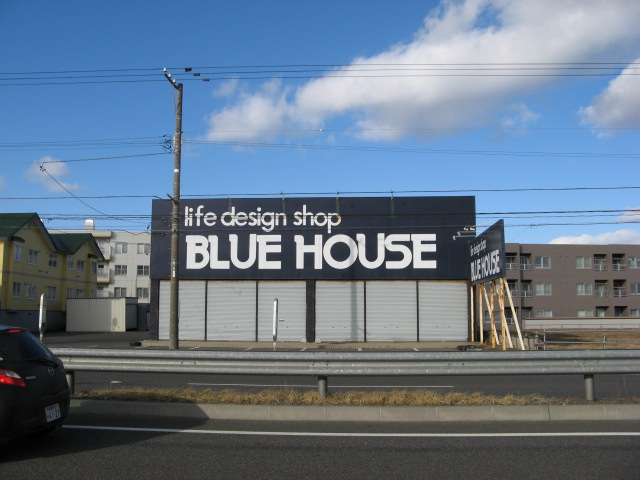
店舗の例 （北海道苫小牧市）

life design shop BLUE HOUSE（ブルーハウス）は、かつて株式会社ブルーハウスが北海道を中心に店舗を展開していた雑貨店。

## 概要

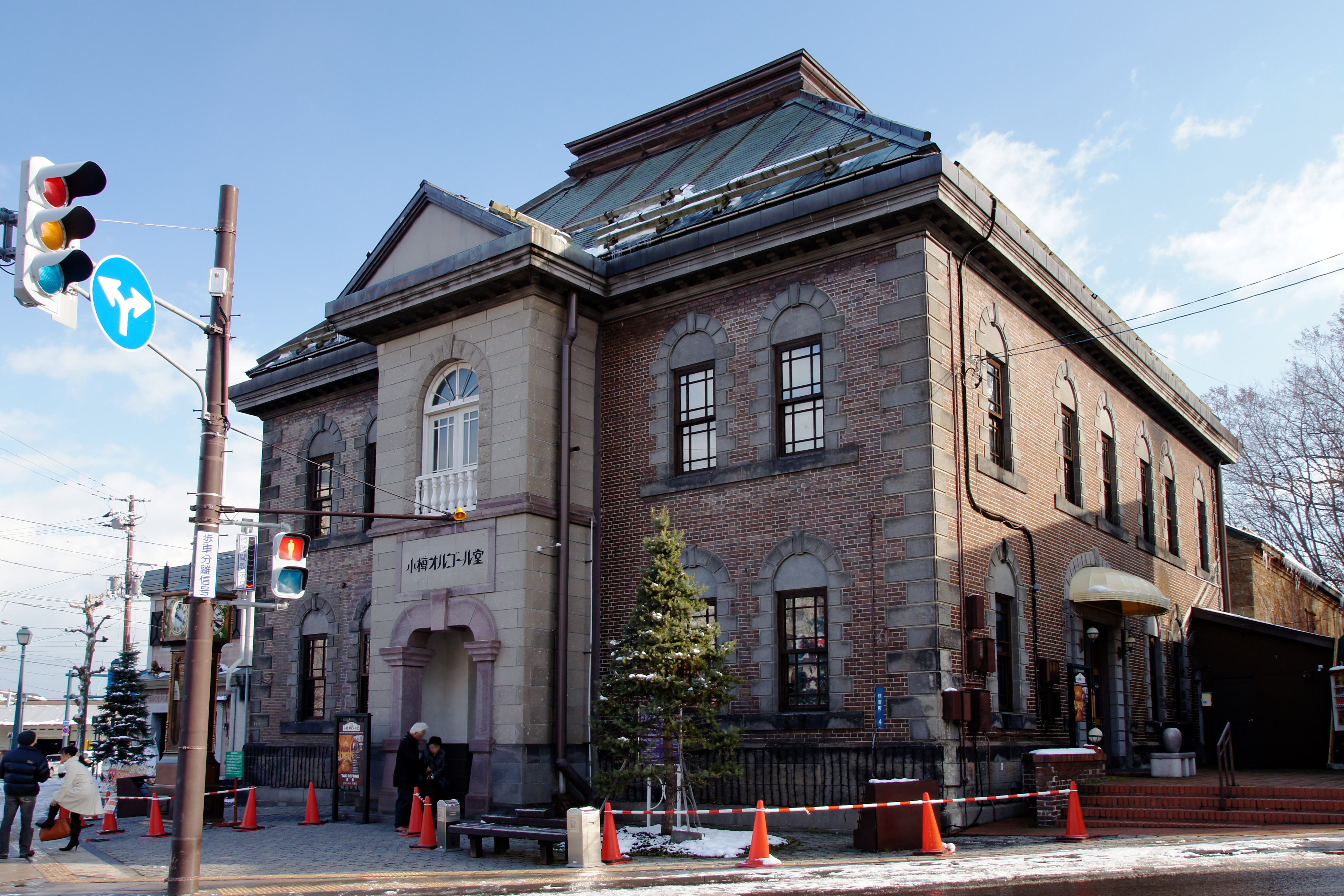
小樽オルゴール堂

1967年（昭和42年）8月、インテリアショップとして創業。北海道の各地に店舗を展開、日用品や家具・衣類・輸入雑貨など幅広い品々を安価で販売し急成長。また、小樽市で小樽オルゴール堂の経営も始める。
しかしバブル崩壊後の経済不況で放漫経営が表面化。経営不振に陥り、1997年（平成9年）1月8日、負債総額238億4000万円を抱え自己破産を申請、倒産。このニュースは北海道民に大きな衝撃を与え、多数の取引先企業（老舗広告代理店の協同広告社など）の連鎖倒産、出店計画に伴った開発計画の撤回を招き、11月の北海道拓殖銀行破綻も重なり北海道経済に影響を与えた。
しかし、小樽オルゴール堂は存続を求める声が多く、1999年（平成11年）に自己破産による会社清算から会社更生法による再建に方針を転換。後に会社更生計画が認可され、社名を株式会社小樽オルゴール堂に変更。会社更生手続きは2005年（平成17年）に終結、2008年（平成20年）には株式会社オルゴール堂に再度社名変更した。
なお苫小牧市内の店舗は倒産後も独立し営業を続けていたが、倒産から10年後の2007年（平成19年）3月に閉店 。解説HP1（画像付き）、解説HP2（画像付き）

## 店舗が存在した都市

### 北海道
- 札幌市
  - 中央区 - 裏参道店
  - 北区 - 麻生店
  - 南区 - 川沿店
  - 清田区
  - 東区 - 新道店
  - 豊平区 - 中の島店
  - 手稲区
- 旭川市
- 岩見沢市-地元の家具店であった神谷商店とフランチャイズ契約し、KAMIYA-BLUEHOUSEとして営業。
- 函館市 - 亀田店、函館店(和光デパート店舗建物内)
- 釧路町（釧路市に隣接） - 釧路店
- 苫小牧市
- 帯広市 - 帯広店：ポポロ（長崎屋帯広店初代店舗建物）内
- 小樽市 - 小樽店
- 北見市 - 北見店：駅前プラザHOW内
- 室蘭市 - 室蘭店：室蘭PARKO内
- 滝川市
- 稚内市 - 稚内店
- 遠軽町

### その他の地域
- 青森県
  - おいらせ町（当時は下田町）:イオン下田ショッピングセンター内のテナントとして
- 岩手県
  - 盛岡市
- 秋田県
  - 秋田市 - 秋田店：イオン秋田ショッピングセンター内
- 宮城県
  - 仙台市 - 泉4号線バイパス沿い
- 福島県
  - 郡山市 - 郡山店：ビュープラザ郡山内
- 埼玉県
  - さいたま市
  - 狭山市
  - 鴻巣市
  - 白岡市
- 東京都
  - 町田市
- 千葉県
  - 習志野市 - 津田沼店：モリシア津田沼(旧:サンペデック)内
- 静岡県
  - 沼津市
- 大阪府
  - 藤井寺市
- 愛媛県
  - 松山市
- 高知県
  - 高知市
- 徳島県
  - 徳島市

## 出店予定があった都市
- 福島県
  - いわき市 - 再開発で建設される複合施設のキーテナントになる予定であった。倒産により再開発が一時白紙に戻された[5]。